# Betty en NY
Betty en NY (Betty em Nova York na Netflix e Betty, a Feia em NY no SBT) é uma telenovela americana produzida pela Telemundo Global Studios para a Telemundo, baseada na telenovela colombiana Yo soy Betty, la fea (1999), escrita por Fernando Gaitán. A novela é estrelada por Elyfer Torres como personagem principal.
O trailer da novela foi apresentado como Betty en NY, durante o Upfront da Telemundo para a temporada de televisão 2018–2019. O início da produção foi anunciado em 27 de novembro de 2018. A novela estreou em 6 de fevereiro de 2019 e terminou em 12 de agosto de 2019.
Em Portugal, é exibida na TVI.

## Sinopse
A história gira ao redor de Betty (Elyfer Torres), uma jovem mexicana inteligente e capaz que vive em Nova York na busca pelos sonhos superando os preconceitos onde a imagem é tudo. Depois de seis meses rejeitada e demitida de todos os trabalhos em razão da falta de atrativo físico, Betty decide aceitar um trabalho muito abaixo de suas capacidades. Depois de ingressar na empresa V&M Fashion, vira secretária pessoal do presidente da companhia. Apesar de ser ridicularizada e humilhada pela falta de estilo Betty está mais que disposta a não ser derrotada nesta implacável guerra de aparências. Se no lado pessoal Betty é exatamente competente e tem grandes planos para o crescimento pessoal, as suas poucas qualidades poderá ajudar Betty a encontrar o verdadeiro amor.

## Elenco
- Elyfer Torres como Beatriz "Betty" Aurora Rincón Lozano/Beatriz "Betty" Rincón de Mendoza
  - Sofía Osorio como Beatriz "Betty" Aurora Rincón Lozano (jovem)
- Erick Elías como Armando Mendoza del Valle
- Sabrina Seara como Marcela Valencia
- Sylvia Sáenz como Patricia "Paty" Fernández
- Aarón Díaz como Ricardo Calderón
- César Bono como Demetrio Rincón
- Alma Delfina como Julia Lozano de Rincón
- Saúl Lisazo como Roberto Mendoza
- Héctor Suárez Gomís como Hugo Lombardi
- Mauricio Garza como Nicolás "Nico" Ramos
- Jeimy Osorio como Mariana González
- Sheyla Tadeo como Bertha Eduviges Vargas
- Isabel Moreno como Inés "Inesita" Sandoval
- Amaranta Ruiz como Sofía Peña
- Valeria Vera como Sandra Fuentes
- Daniela Tapia como Aura María Andrade
- Bernard Bullen como Joaquín de Quiroz
- Mauricio Henao como Fabio Restrepo
- Gloria Peralta como Margarita del Valle de Mendoza
- Pepe Suárez como Efraín Montes
- Verónica Schneider como Catalina Escarpa
- Rodolfo Salas como Daniel Valencia
- Freddy Flórez como Giovanni "Giovás" Castañeda
- Candela Márquez como Jennifer "Jenny" Wendy Reyes
- Jaime Aymerich como Carlos "Charly" Godines
- Polo Monárrez como Wilson Cuauhtémoc Márquez
- Rykardo Hernández como Gregório Mata
- Paloma Márquez como Maria Lucia Valencia
- Jimmie Bernal como Raymond Smith
- Salim Rubiales como Peter
- Sofía Reca como Romina
- Noah Rico como Efraín Junior Montes
- Martín Fajardo como Jonathan Montes
- Sonny Monreal como Ramiro
- Jorge Consejo como Frank
- Ricardo Kleinbaum como Esteban Rubenstein
- Anastasia Mazzone como "A Pantera"
- Carl Mergenthaler como Jack Anderson
- Laura Garrido como Cindy Anderson
- Francisco Porras como Enrique
- D'Michael Haas como Sam Thompson
- Ángelo Jamaica como Manuel
- Willy Martin como Elvis
- Saúl Mendoza como Andrés
- Thiago Jiménez como Ramón
- Karen Carreño como Naomi Ferretti
- Michelle Taurel como Karla
- Suzy Herrera como Deisy
- Jessica Cediel como Fiorella Ferrara
- Andrés Vargas como Amul
- Ricardo Burgos como Harold Kaufmann
- Georgina Palacios como Débora
- Lizandra Parra como Karen Kerbis
- Alina Robert como Cynthia Moreno
- Fred Valle como Steve Parker
- Daniela Botero como Vanessa Palacios
- Frank Guzmán como Irmão de Sandra
- Edward Nutkiewicz como David White
- Pedro Pablo Porras como Detetive
- Jairo Calero como Rony
- Bryan Cobaris como Treinador
- Mijail Mulkay como Fernando Massú
- Ángela Ruiz como Tiffany Parker
- Gabriel Coronel como Inácio "Nacho"[10]
- Carlos Acosta-Milian como Dr. Castillo
- Pablo Bellini como Mr. Aristizábal
- Thamy Bravo como Raquel
- Manoel Coego Jr. como José "Pepe" Mogollón
- Xavier Coronel como Policial
- Alcira Gil como Carmen
- Bettina Grand como Rosaura Calderón
- Miguel Moisés Gómez como Gerente
- Randolph Melgarejo como Apresentador
- Chiara Molina como Linda
- Michelle Posada como Aracely Godines
- Laura Vieira como Priscilla
- Ever Bastidas como Freddy
- Jhonny Corredor como Pablo
- Silvia de Esteban como Margot
- Óscar Díaz como Médico
- Carlos Fontané como Chefe de Demétrio
- Jonathan Forte como Fotógrafo
- Harry Froget como Shylock
- John Gregory como Policial
- Natacha Guerra como Paola
- Pamela Guti como Ana Labat
- Wil Jackson como Detetive
- Kelly Kennedy como Lucía Libra
- Mitch Lemos como Detetive
- Carlos Londono como Padre
- Vanessa Lotero como Amiga de Jenny
- Sandra Luesse como Repórter
- Zack Matthews como Executivo
- Migue como Motorista
- Ray Morales como Policial
- Jennifer Rosado como Nanny
- Noriko Sato como Turista
- Harris Sebastian como Recepcionista
- Osvaldo Strongoli como Garçom
- Aldeni Tovar como Recepcionista
- José Luis Tovar como Policial
- Javier Valcárcel como Billy
- Gilbert Peralta Vélez como Estilista
- Esteban Villareal como Médico
- Doug Walker como Policial

### Convidados
- Shannon de Lima como ela mesma
- Jorge Enrique Abello como Armando Mendoza Sáenz[11][12]
- Miguel Varoni como O mesmo
- Gaby Espino como ela mesma

## Transmissão

### No Brasil
No Brasil, a novela está disponível pelo serviço de streaming Netflix com o título Betty em Nova York desde 29 de janeiro de 2020. Em 22 de dezembro de 2020, passou a ficar disponível também pelo Globoplay, usando o mesmo título da Netflix.
Foi adquirida pelo SBT e foi exibida de 27 de janeiro até 4 de agosto de 2020, em 137 capítulos, substituindo a reprise de Abismo de Paixão e antecedendo Quando me Apaixono, na faixa das 18h30, com o título Betty, A Feia em NY. É a primeira telenovela latina inédita fora da Televisa exibida pela emissora em 12 anos, desde a argentina Lalola em 2008.

### Em Portugal
Em Portugal, a novela também está disponível na íntegra na Netflix, sob o nome de Betty em Nova Iorque.
A 12 de julho de 2020 a TVI começou a promover a exibição da telenovela como sendo uma das apostas para o verão.  Está em exibição desde 10 de agosto de 2020, com a dobragem do Brasil, substituindo Big Brother 2020 (Portugal), na faixa 00h15, com o título Betty, A Feia em NY. É a segunda telenovela latina inédita depois da mexicana María Magdalena.
Anteriormente, a TVI já tinha produzido uma versão dessa telenovela, Tudo Por Amor, que ficou no ar entre 2002 e 2003, e que não fez o mesmo sucesso. 
Em 2022, a telenovela volta a ser exibida nas madrugadas da TVI às 03h35, com o título original Betty en NY. 

## Audiência

### No Brasil
Em sua estreia no dia 27 de janeiro de 2020, exibida na faixa das 18h a novela marcou em São Paulo 6.9 pontos de média com 8 de pico. No confronto, o SBT ficou em terceiro lugar contra 18 pontos da Globo e 10 da RecordTV, que exibiam respectivamente, Malhação, Éramos Seis e Cidade Alerta.
Em seu segundo capítulo a novela surpreendeu e marcou em São Paulo 8,1 pontos de média e 9 de pico, superando todas as demais novelas da tarde exibidas no dia pelo SBT, Meu Coração é Teu e Abismo de Paixão.Apesar de ter um bom início, nas semanas seguintes a novela passou a sofrer uma grande queda de audiência se estagnando nos 6 pontos e chegando a ir na casa dos 7 algumas vezes, tendo alguns momentos com 5 pontos. Alguns dos motivos pelo baixo desempenho é o fato da novela já ter todos os capítulos disponíveis na Netflix, o que já foi acompanhado pela maioria do público, além da história batida, já que diversas versões de Betty já foram exibidas em várias emissoras, inclusive o SBT com A Feia Mais Bela, exibida nos anos de 2006 e 2014 e a edição da trama, que passou a ser bastante esticada, frustando os fãs com a demora para os acontecimentos importantes. Seu pior índice foi registrado em 15 de maio de 2020 com apenas 4,8 pontos.
O último capítulo registrou 6 pontos, se tornando o pior desfecho das novelas da tarde desde 2014. Fechou com a média geral de 6,2 pontos, a menor da faixa das seis desde a terceira reprise de Carrossel. Apesar do fraco desempenho na TV, a novela entrou na lista dos produtos mais assistidos na Netflix, se tornando um êxito da plataforma.

### Em Portugal
Estreou com 1.6 de audiência média, “Betty, a Feia em NY” registou 10.8% de share. No confronto em média, 149.500 espectadores deixaram a nova novela da TVI em segundo lugar contra o regresso, depois das férias, do “Passadeira Vermelha”. Na RTP1, “Em Cada D’Amália” não passou de uma média de 0.5/3.3%, com 45.000 espectadores fidelizados.
Em 10 de agosto de 2020, garantiu 1.6% da audiência média e 12% de share. No confronto direto com o episódio de Passadeira Vermelha (2,0%/12,7%), a novela conseguiu destacar-se e registar números próximos dos 14% de share, deixando a SIC a cerca de 4 pontos percentuais de quota de mercado.

## Exibições internacionais
| País / Região  | Canal     | Estreia                | Título                       |
| -------------- | --------- | ---------------------- | ---------------------------- |
| Estados Unidos | Telemundo | 6 de fevereiro de 2019 | Betty en NY                  |
| África do Sul  | Telemundo | 15 de julho de 2019    | Betty in New York            |
| Angola         | Telemundo | 15 de julho de 2019    | Betty em Nova Iorque         |
| Moçambique     | Telemundo | 15 de julho de 2019    | Betty em Nova Iorque         |
| México         | Nueve     | 15 de julho de 2019    | Betty en NY                  |
| Brasil         | Netflix   | 11 de setembro de 2019 | Betty em Nova York           |
| Brasil         | SBT       | 27 de janeiro de 2020  | Betty, a Feia em NY          |
| Brasil         | Globoplay | 22 de dezembro de 2020 | Betty em Nova York           |
| Filipinas      | TV5       | 20 de julho de 2020    | Betty sa NY                  |
| Alemanha       | Sixx      | 26 de julho de 2020    | Betty in New York            |
| Áustria        | Sixx      | 26 de julho de 2020    | Betty in New York            |
| Suíça          | Sixx      | 26 de julho de 2020    | Betty in New York            |
| Portugal       | TVI       | 10 de agosto de 2020   | Betty, a Feia em Nova Iorque |
| Israel         | Viva      | 10 de setembro de 2020 | בטי בניו יורק                |
| Quênia         | Azam One  | 21 de setembro de 2020 | Betty in New York            |
| Malawi         | Azam One  | 21 de setembro de 2020 | Betty in New York            |
| Tanzânia       | Azam One  | 21 de setembro de 2020 | Betty in New York            |
| Uganda         | Azam One  | 21 de setembro de 2020 | Betty in New York            |
| Roménia        | Pro 2     | 22 de novembro de 2020 | Betty în New York            |
| Peru           | Latina    | 15 de dezembro de 2020 | Yo soy Betty                 |